# كريس سامبسون
كريس سامبسون (بالإنجليزية: Chris Sampson)‏ هو لاعب كرة قاعدة أمريكي، ولد في 23 مايو 1978 في تشانلفيو في الولايات المتحدة.

## وصلات خارجية
- كريس سامبسون على موقع دوري كرة القاعدة الرئيسي (الإنجليزية)
- كريس سامبسون على موقعبيزبول رفرنس.كوم (الدوري الرئيسي) (الإنجليزية)
- كريس سامبسون على موقعبيزبول رفرنس.كوم (الدوري الثانوي) (الإنجليزية)
- كريس سامبسون على موقع إي إس بي إن.كوم (أم.أل.بي) (الإنجليزية)
- كريس سامبسون على موقع مشجعي الرسوم البيانية (الإنجليزية)